# Buckrabanyule
Buckrabanyule is een plaats in de Australische deelstaat Victoria en telt 8 (schatting) inwoners (2006).